# André Anders

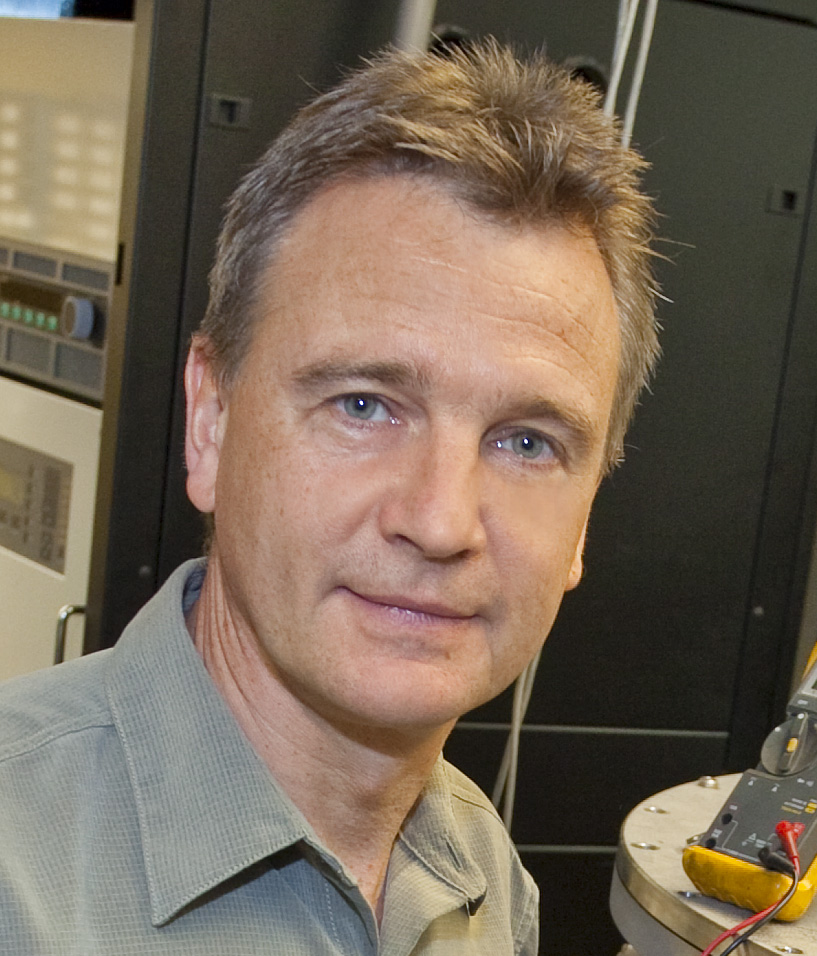
André Anders im Labor, 2009

André Anders (geb. 16. Juni 1961 in Ballenstedt, Deutsche Demokratische Republik) ist ein deutsch-amerikanischer Experimentalphysiker (Spezialisierung Plasmaphysik) und Materialwissenschaftler. Von 2017 bis 2025 war er Direktor und Vorstand des Leibniz-Instituts für Oberflächenmodifizierung e. V. in Leipzig, Deutschland. Zuvor, in den Jahren 1992–2017, wirkte er am Lawrence Berkeley National Laboratory, in Berkeley, Kalifornien. Er wurde durch seine Arbeiten zur Erforschung von Metallplasmen und der Deposition dünner Schichten durch kathodische Bogenplasmen und durch das Hochleitungs-Impulssputtern bekannt. Er war der Editor-in-Chief der renommierten Fachzeitschrift Journal of Applied Physics (2014–2024), die durch den Verlag AIP Publishing herausgegeben wird.

## Jugend und Ausbildung
Schon zu Schulzeiten hat Anders sich für Physik, Astronomie, Elektrotechnik sowie für Musik und Geschichte interessiert. Als Schüler der 7. Klasse baute er einen Refraktor (Linsen-Teleskop). 1980 begann er an der Universität Wrocław Physik zu studieren. Das endete abrupt im Sommer 1981 als der Ausnahmezustand 1981 in Polen ausgerufen wurde. Er setzte sein Studium an der Humboldt-Universität Berlin fort. Mit einer Arbeit zu dielektrisch-behinderten Entladungen wurde ihm der Titel „Diplomphysiker“ 1984 verliehen. Als Doktorand der Humboldt-Universität absolvierte er ein Auslandsstudium (1984–1986) auf dem Gebiet der Plasmaphysik an der Lomonossow-Universität (Moskauer Staatliche Universität) in Moskau, Sowjetunion (heute Russland). In seiner Doktorarbeit untersuchte er gepulste Plasmaströme in Luft und bekam 1987 den Titel „Dr. rer. nat.“ an der Humboldt-Universität Berlin verliehen.

## Wissenschaftlicher Werdegang

### Plasmaphysiker in Ost-Berlin, Deutsche Demokratische Republik (1987–1991)
Seine ersten beruflichen Arbeiten hat er 1987 am Zentralinstitut für Elektronenphysik der Akademie der Wissenschaften ausgeführt. Nach wenigen Monaten wurde er als LKW-Fahrer zum Wehrdienst in die Nationale Volksarmee einberufen. Die Freizeit in seiner Militärzeit nutzte er, um sein Buch „Formulary for Plasma Physics“ zusammenstellen, das 1990 im Akademie-Verlag veröffentlicht wurde. Nach der Wiederaufnahme seiner Arbeit an der Akademie, beschäftigte er sich mit der Verlängerung der Lebenszeit von Elektroden in Natrium-Hochdruck-Lampen und entwickelte eine laser-basierte, bildgebende Messtechnik zur Analyse von kathodischen Brennflecken, wobei er eine Auflösung von wenigen Nanosekunden erreichte.

### Plasmaanwendungen in Berkeley, Kalifornien (1992–2017)
Als Wissenschaftlicher Mitarbeiter und seit 2001 Gruppenleiter arbeitete er in verschiedenen Themen in der Arbeitsfeldern Ionenstrahlen und Plasma und deren Anwendungen einschließlich der Plasma-Immersions-Ionenimplantation und -deposition und der Plasmadiagnostik von Vakuumbögen. Sein Buch über Kathodische Bögen und sein verallgemeinertes Struktur-Zonen-Diagramm sind viel zitierte Werke. Seine Arbeiten zu ultra-dünnen diamandartigen Schichten lieferten einen wichtigen Beitrag zur Entwicklung von Festplatten, die eine Speicherdichte von 1 GB/in2 erreichten; diese Arbeiten wurden 2009 durch einen R&D100 Award anerkannt. Über zehn Jahre entwickelte und untersuchte er das Hochleitungs-Impulssputtern (HiPIMS), insbesondere die Rolle der Ionensationszonen („Spokes“) des Selbstsputterns und des Gas-Recyclings am Target.

### Professor für Angewandte Physik und Direktor des Leibniz - IOM, Leipzig (seit 2017)
Im Jahr 2017 wurde er zum Professor für Angewandte Physik (W3) an das Felix-Bloch-Institut für Festkörperphysik, sowie zum Direktor und Vorstand des Leibniz-Instituts für Oberflächenmodifikation e.V. (IOM) berufen.

## Editoren-Tätigkeit
Für die Jahre 2014–2024 war Anders der „Editor-in-Chief“ des angesehenen Journal of Applied Physics, das vom Verlag AIP Publishing seit 1931 herausgegeben wird. Zuvor war er „Associate Editor“ desselben Journals (2009–2014) und in den Editorial Boards von Applied Physics Letters und Surface and Coatings Technology aktiv.

## Auszeichnungen und Preise
- 1994: Paul A. Chatterton Young Investigator Award[12]
- 1997: R&D 100 Award für die Entwicklung der „Eingeschnürten Plasmaquelle“[13]
- 1998: Zum Fellow of the Institute of Physics (IoP), UK, gewählt[14]
- 2000: Zum Fellow of the Institute of Electrical and Electronic Engineers (IEEE), gewählt
- 2008: Zum Fellow of the American Physical Society (APS) gewählt[14]
- 2009: R&D 100 Award für ein gepulstes, gefiltertes Bogenplasma-System zur Deposition von ultradünnen Schichten[13]
- 2010: Merit Award der IEEE, Nuclear and Plasma Science Societies[15]
- 2011: Mentor Award der Society of Vacuum Coaters[16]
- 2011: Zum Fellow der American Vacuum Society (AVS) gewählt[17]
- 2014: Walter P. Dyke Award, die höchste Auszeichnung der International Symposia of Discharges and Electrical Insulation[18]
- 2016: Nathaniel Sugerman Memorial Award, die höchste Anerkennung der Society of Vacuum Coaters[19]
- 2021: R.F. Bunshah Award, die höchste Auszeichnung der Advanced Surface Engineering Division of the AVS[15]

## Veröffentlichungen
Anders ist Autor von über 350 Publikationen, die insgesamt mehr als 23.000 Mal zitiert wurden.
- A Formulary for Plasma Physics. Berlin: Akademie-Verlag, 1990. ISBN 3-05-501263-1 (Online).
- A. Anders, Ed. Handbook of Plasma Immersion Ion Implantation and Deposition. New York: Wiley, 2000. ISBN 978-0-471-24698-5 (Print).
- A. Anders, Cathodic Arcs: From Fractal Spots to Energetic Condensation. New York: Springer, 2008. ISBN 978-0-387-79107-4 (Print) and 978-0-387-79108-1 (Online).

## Persönliches
1997 heiratete er Christine Kurata, die in der Softwareindustrie arbeitet. Sie haben zwei Kinder. Er hat einen weiteren Sohn aus erster Ehe.